# Клинці (Кропивницький район)
Клинці́ — село в Україні, у Первозванівській сільській громаді Кропивницького району Кіровоградської області. Населення становить 840 осіб. Колишній центр Клинцівської сільської ради.

## Історія

Церква у селі Клинці (початок будівництва 2011)

Село засноване старовірами, втікачами з Клинців Чернігівської губернії (наразі місто Клинці, РФ). У 1754-59 й 1761-64 село входило до складу Новослобідського козацького полку.
Церква дерев'яна з такою ж дзвіницею побудована місцевими жителями "часовєнной секти"  і "повернулась" в єдиновірче православ'я 1 жовтня 1845 року. Престол один, "холодний", в ім'я благословіння Пресвятої Богородиці.  Cтаном на 1853 рік в штаті один священник (Іван Ніконов Швєдов) та два уставщика із місцевих військових поселян. Перші метричні книги починаються з 1846 року, за цей же рік перша сповідка. З 1845 починаються шлюбні обшуки. 
Станом на 1853 рік в селі проживає 578 чоловіків та 609 жінок,кількість розкольників подається як нульова.
Станом на 1886 рік у селі Аджамської волості Олександрійського повіту Херсонської губернії мешкало 1649 осіб, налічувалось 337 дворових господарств, існували православна церква та лавка. За 12 верст — залізнична станція.

## Населення
Згідно з переписом УРСР 1989 року чисельність наявного населення села становила 911 осіб, з яких 384 чоловіки та 527 жінок.
За переписом населення України 2001 року в селі мешкала 861 особа.

### Мова
Розподіл населення за рідною мовою за даними перепису 2001 року:
| Мова       | Відсоток |
| ---------- | -------- |
| російська  | 65,48 %  |
| українська | 33,45 %  |
| молдовська | 0,48 %   |
| інші       | 0,59 %   |

## Відомі особистості
В поселенні народився:
- Плачинда Володимир Петрович (1938—2002) — український мовознавець, історик, шевченкознавець.